# Mimosa taimbensis
Mimosa taimbensis är en ärtväxtart som beskrevs av Arturo Erhardo Erardo Burkart. Mimosa taimbensis ingår i släktet mimosor, och familjen ärtväxter. IUCN kategoriserar arten globalt som starkt hotad. Inga underarter finns listade i Catalogue of Life.